# 乳幼児

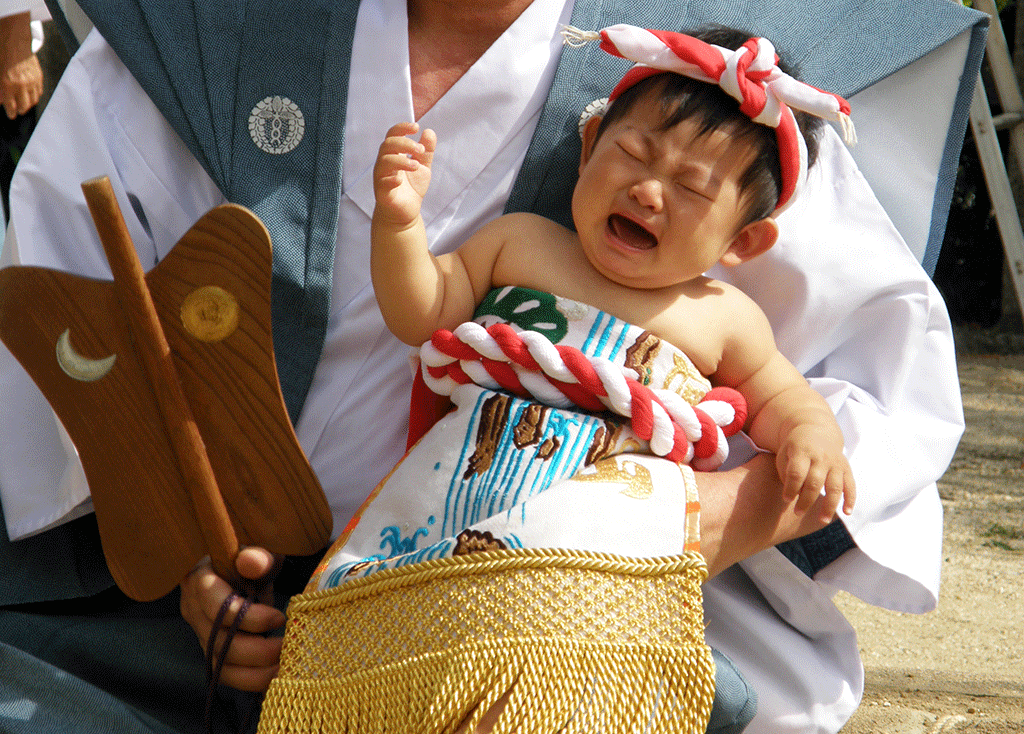
日本の見えない神様と相撲をとる行事で泣き叫ぶ赤ちゃん（赤ちゃん初土俵入、山王宮日吉神社。京都府宮津市）

乳幼児（にゅうようじ）は、乳児と幼児を合わせた呼び名。乳児は児童福祉法では、生後0日から満1歳未満までの子をいい、幼児は、満1歳から小学校就学までの子供のことをいう。